# Церковь Святой Клары (Цамдорф)
Церковь Святой Клары в Цамдорфе (Занкт-Клара; нем. Pfarrkirche St. Klara) — римско-католическая приходская церковь в районе Цамдорф (Zamdorf) города Мюнхен (федеральная земля Бавария), на улице Фридрих-Эккарт-штрассе; была построена в 1955—1956 годах по образцу базилики Санта-Кьяра в итальянском городе Ассизи; в 1962 году была преобразована в приходскую церковь.

## История и описание
Население района Замдорф быстро росло в эпоху национал-социализма. После Второй мировой войны, с 1949 года, священник Хардуин Бруннер из мюнхенской церкви Святого Георгия, проводил службы в большом помещении бывшего фермерского дома, перестроенного в качестве временной часовни по адресу Эггенфельденерштрассе 51; здесь могли размещаться до 40 человек. После того как семья Обермайер пожертвовала землю на Эггенфельденерштрассе под будущую церковь, началось проектирование нового храма. Позже данная земля была обменена на участок на Фридрих-Эккарт-штрассе. Окончательное решение о строительстве было принято в 1953 году.

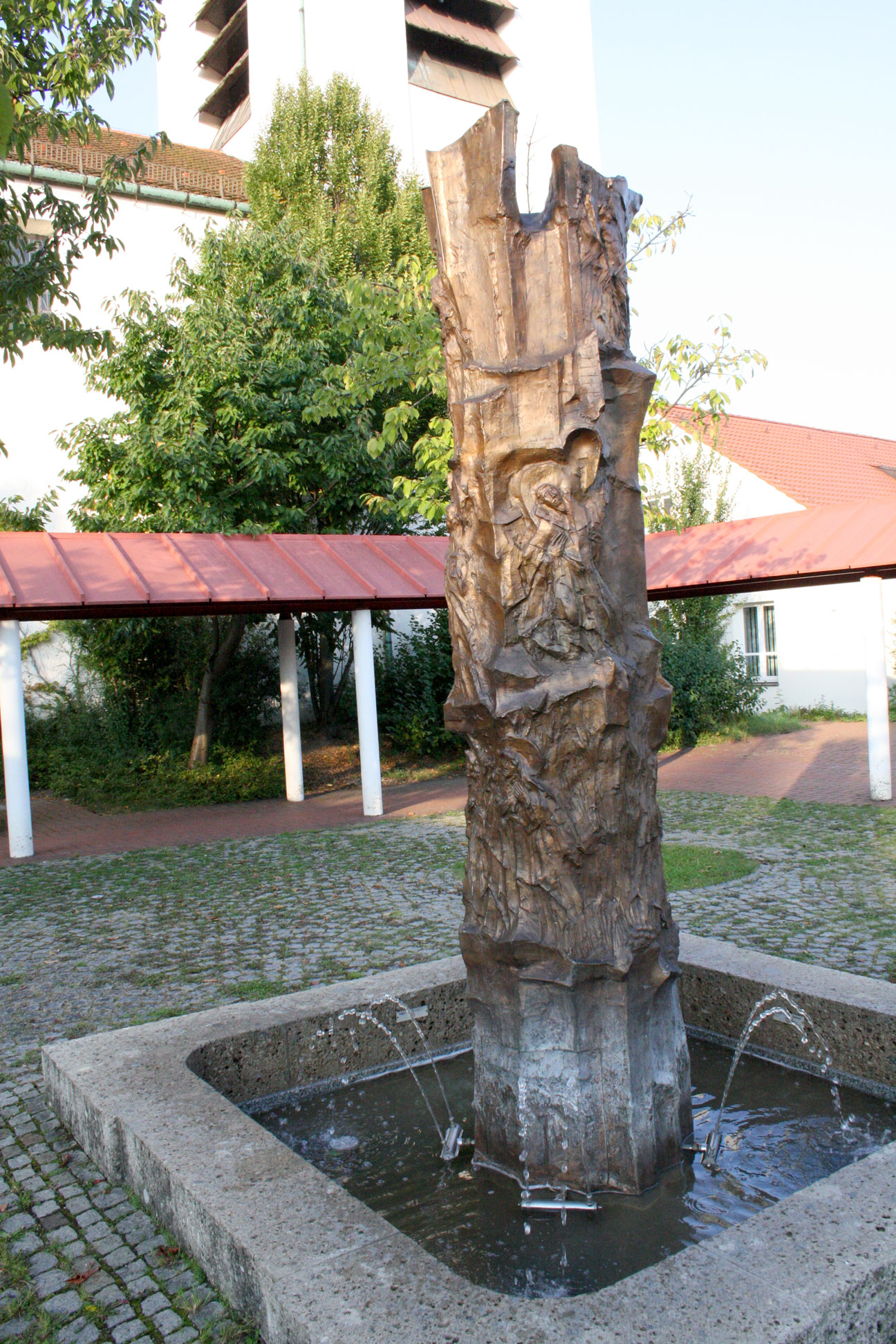
Фонтан во внутреннем дворе храма

Церковь Святой Клары была построена по проекту архитектора Раймунда Тома (Raimund Thoma): первый камень в основание храма был заложен в 1955 году. 12 августа 1956 года, в праздник Святой Клары, епископ Иоганнес Нойхойслер (Weihbischof Johannes Neuhäusler) освятил новый храм — и приход Замдорфа был отделен от соседнего прихода. По инициативе первого пастыря и нескольких прихожан в 1961 году при храме был открыт детский сад Святой Клары: официально открылся 3 июня 1962 года, вместе с приходским домом. 11 февраля 1962 года церковь была преобразована в приходскую. Через два года, 12 апреля 1964, в храме были освящены колокола. Церковный орган, созданный по проекту Вильгельма Штёберля (Wilhelm Stöberl), был завершён в 1970 году.
После смерти первого настоятеля, приход больше не имел постоянного пастора — 1 апреля 1982 года епископ Эрнст Тевес (Ernst Tewes) назначил Гюнтера Липока (Günther Lipok) пастором церкви Святой Клары по совместительству. Липок продолжал работать полный рабочий день учителем местной средней школы. Поскольку в будние дни богослужение посещалось редко, Липок принял решение создать меньшее помещение для молитвы и медитаций. Небольшое помещение, освящённое как часовня Святого Франциска, была открыта 8 марта 1984 года. Часовня Франциска была создана в бывшем угольном погребе и кладовой главной церкви, под пресвитерией, в районе башни-колокольни. За её алтарем находится простой францисканский крест, на котором изображен торжествующий Иисус — копия оригинального францисканского креста, который находится в итальянской базилике Санта-Кьяра.
27 июля 1986 года прихожанам было предложено восстановить приходской центр. Однако, к следующему году было окончательно решено снести старый приходской зал и построить новый. Это стало возможным благодаря пожертвованиям частных лиц, которые вошли в ассоциацию по сохранению и развитию центра «Verein zur Erhaltung und Förderung des Gemeindezentrums St. Klara München — Zamdorf e.V.». Новый детский сад был официально открыт вместе с новым приходским центром 17 июля 1994 года. В 2010-е годы произошло объединение прихода церкви Святой Клары с соседними приходами Мюнхена.